# イルミネーション (B'zの曲)
「イルミネーション」は、日本の音楽ユニット・B'zの楽曲。2024年10月7日にVERMILLION RECORDSより配信限定シングルとしてリリース。

## 楽曲解説
配信シングルとしては2022年の「SLEEPLESS」以来、約2年ぶりのリリース。本楽曲はNHK連続テレビ小説『おむすび』主題歌で、ドラマのために書き下ろされた楽曲であり。ドラマの初回放送日（2024年9月30日）にリリースが発表された。
楽曲についてメンバーは、「泣いて笑って山を越え谷を越え進んでいくように生きて、たどり着いた場所には、無償の愛情に満ちた輝きを放つイルミネーションが待っている。そんな希望を持ちながらこの『おむすび』の主題歌を作りました。明るいエネルギー溢れるドラマとともに楽しんでいただけたら嬉しいです」とコメントしている。メンバーは、事前にドラマの台本を読んでから楽曲制作を行った。また松本は、「NHKとのやりとりを経て良い楽曲になった」と振り返っている。
2024年12月31日、『第75回NHK紅白歌合戦』の特別企画として初出場し、本曲を披露した。B'zが音楽番組に出演したのは2017年12月25日放送のTBS『CDTVスペシャル!クリスマス音楽祭2017』以来7年ぶりであり、NHKの音楽番組への出演は2007年5月19日放送の『MUSIC JAPAN』以来、17年ぶりであった。

## 背景
ドラマの制作統括である宇佐川隆史はB'zを主題歌に起用した理由について、そもそも今回のドラマの企画書はB'zの曲を聴きながら書いていたと振り返り、「『人々を元気にしたい』このシンプルな思いを、本気で、全力で考えた結果、たどり着いた答えが、B'zさんによる主題歌でした」とオファーの経緯を明かしている。宇佐川は、「B'zの曲には『今、大変だろうけど、頑張ってみようよ』というメッセージ性のある曲が沢山あり、実際にそういった曲を聴きながら企画書を書いていました。『心配ない、問題ない』と歌われるんです。それこそ明るく力強く日々を進む“ギャルマインド”と共通しており、私たちがドラマの中で伝えたいことだと思いました」と語り、B'zの楽曲が主題歌を依頼するきっかけになったとのこと。
B'zへのオファーについて、先述のようなドラマにかけている想いを宇佐川自身が手紙を書いてB'z側に送付した。B'z側の反応については「ものすごく喜んでらっしゃいました」「朝ドラの主題歌なんて光栄だとおっしゃっていただけた」と明かし、その反応に驚いたと宇佐川は振り返っている。さらに、その手紙にはB'zに求める楽曲の方向性も記されており、宇佐川は「日常の曲」というテーマを提示していた。宇佐川は、「B'zには『ultra soul』のようなスポーティーな曲やカッコいい曲も沢山あるが、『Easy Come, Easy Go!』のような「日々を過ごすって簡単ではないけれど、みんなで一緒に楽しんでいこうよ」と肩を押してくれる名曲もたくさんある」と語り、B'zには「そういうB'zさんの曲が今回の朝ドラの曲としてふさわしいのではないか」と伝えたとのこと。
前述の宇佐川からのオファーの手紙を、B'z側は2023年のライブツアー中に受け取った。オファーの感想については「とても恐縮」（松本）、「大変光栄なこと」（稲葉）と思ったとのこと。また稲葉は、手紙に『失われた30年』について書かれていたことに言及し、「B'z自身も昭和が平成に代わる時期に生まれたグループなので、当時の空気感を醸すことに貢献できればと思った」と振り返っている。
B'zに依頼してから数か月後、本楽曲のデモがドラマスタッフに届けられ、そのデモを初めて聞いた宇佐川と脚本担当の根本ノンジは、思わず涙がこぼれたとのこと。また宇佐川は初めて楽曲を聞いた感想として、「B'zサウンドでありながら、『おむすび』というドラマにすごくフィットしていてすごいと思いました」と楽曲の良さに感動を覚えたと明かしている。

## 楽曲制作
本楽曲はドラマのために書き下ろされた楽曲であり、メンバーはドラマの脚本を読んでから楽曲制作を始めた。
楽曲制作は松本のメロディー作りから開始され、2023年11月にデモのメロディーを稲葉に送付。その後変更を重ねて、同年12月にアレンジャーの徳永暁人とともにスタジオ作業に入った。その後NHKとのやり取りを経て、2024年4月から5月にかけてレコーディングを行った。
歌詞について作詞を担当した稲葉は、歌詞の原型はコロナ禍の時に散文形式のメモに残していたものであると明かしている。当時コロナ禍で外出が制限され多くのクリスマスイルミネーションが「用なし」になってしまったにもかかわらず、ある田舎で採算を度外視してイルミネーションを通常通り点灯していた企業があったことに触れ、「そのイルミネーションが非常に希望の光、燈（ともしび）みたいな印象で、それをモチーフにして歌詞を書きました」「そういう希望が持てるような歌詞をドラマにうまくはめられたらいいなと思って書きました」と振り返っている。また別のインタビューでは、自身がかつて知らない町でイルミネーションを探してさまよった経験をもとに、イルミネーションを「希望」と置き換えてアイデアを膨らませたともコメントしている。
サウンド創りについては、当初は『朝ドラ』のイメージからポップ寄りのサウンド創りで進められていたが、NHKから「もっとロックで」というリクエストがあり、現在のアレンジとなった。松本は「ドラマに寄り添ったサウンド創り、メロディーという点にはこだわりました」「最も大切にしたのは『おむすび』というドラマにあっているのか？ということでした」と語り、また稲葉は、「『イルミネーション』というタイトルが早い段階でついていたので、そこから連想されるようなきらびやかさ、温かさをサウンドに加えたいと思った」と語っている。
イントロのフレーズはアレンジャーの徳永によると、「松本さんのメロディと稲葉さんの歌詞、ドラマの世界観をイメージさせて頂き湧いて来たイントロ」とのこと。

## チャート成績および評価
2024年10月16日に発表されたオリコン週間デジタルシングル（単曲）ランキングで、「UNITE」「SLEEPLESS」に続く自身3作目の1位を獲得した。同日に発表されたBillboard Japan Download Songsでも18,972DLを売り上げて初登場1位を獲得した。
音楽ライターの石井恵梨子は、ドラマのタイトルやストーリー性がB'zのイメージにそぐわない気がしたとし、メンバーの公式コメントから引用した一節たどり着いた場所には、無償の愛情に満ちた輝きを放つイルミネーションが待っていると解釈することで、雄々しいギターが響くロックと溌剌としたポップスの折衷に成功していると評した。

## プロモーション
2024年11月17日、ミュージック・ビデオがYouTubeの公式チャンネルと商業施設のShibuya Sakura Stage（東京都渋谷区）内の特設ビジョンで同時解禁された。監督は池田一真が担当した。

## 参加ミュージシャン
- 松本孝弘：ギター・作曲・編曲
- 稲葉浩志：ボーカル・作詞・編曲
- 徳永暁人：ベース・編曲[25]
- 山木秀夫：ドラム[34]